# Coupe Ronchetti de basket-ball
La coupe d’Europe Liliana-Ronchetti était une compétition de basket-ball féminin mettant aux prises des clubs européens. Créée en 1972, cette compétition s’est déroulée jusqu’en 2002, avant d’être remplacée par l’EuroCoupe dont elle est l’exact équivalent en tant que deuxième compétition européenne des clubs après l’Euroligue.

## Liliana Ronchetti et la coupe
Liliana Ronchetti commença à jouer au basket-ball à Côme en Italie à l’âge de 20 ans et allait connaître une superbe carrière jusqu’à ses 45 ans à Palerme. Ronchetti, ou Lily comme l’appelaient ses coéquipières, gagna 4 titres nationaux consécutifs avec Côme dans les années 1950 et porta 83 fois le maillot de la sélection italienne.
Un an seulement après avoir arrêté le basket, Lily mourut d’une maladie incurable. Mais son nom persista à travers la coupe d’Europe des vainqueurs de coupe, renommée en « Coupe d’Europe Liliana-Ronchetti » (officiellement European Cup Liliana Ronchetti puis simplement Ronchetti Cup). Cette coupe fut créée par la FIBA en 1974 en tant que seconde compétition européenne des clubs féminins, derrière la coupe d’Europe des clubs champions (European Cup for Women’s Champions Clubs), aujourd’hui Euroligue.
La Coupe Ronchetti eut lieu jusqu’en 2002, avant d’être remplacée par l’EuroCup dont elle est l’exact équivalent.

## Palmarès
| Année                                                       | Lieu (Final Four) | Vainqueur                  | Finaliste               | Score (aller) | Score (retour) |
| ----------------------------------------------------------- | ----------------- | -------------------------- | ----------------------- | ------------- | -------------- |
| Sous la dénomination Coupe d’Europe des vainqueurs de coupe |                   |                            |                         |               |                |
| 1972                                                        | -                 | Spartak Leningrad (1)      | ŽKK Voždovac Belgrade   | 84-63         | 86-61          |
| 1973                                                        | -                 | Spartak Leningrad (2)      | Slavia VŠ Prague        | 64-55         | 76-37          |
| 1974                                                        | -                 | Spartak Leningrad (3)      | Geas Sesto San Giovanni | 68-58         | 57-65          |
| Sous la dénomination Coupe d’Europe Liliana-Ronchetti       |                   |                            |                         |               |                |
| 1975                                                        | -                 | Spartak Leningrad (4)      | Levski Spartak Sofia    | 64-59         | 79-54          |
| 1976                                                        | -                 | Slavia VŠ Prague           | Industromontaza Zagreb  | 68-51         | 73-78          |
| 1977                                                        | Rome              | Spartak Moscou (1)         | Mineur Pernik           | 97-54         | 97-54          |
| 1978                                                        | Haskovo           | Levski Spartak Sofia (1)   | Slovan ChZJK Bratislava | 50-49         | 50-49          |
| 1979                                                        | Yambol            | Levski Spartak Sofia (2)   | DFS Maritza Plovdiv     | 70-69         | 70-69          |
| 1980                                                        | Pernik            | KK Monting Zagreb          | DFS Maritza Plovdiv     | 82-76         | 82-76          |
| 1981                                                        | Rome              | Spartak Moscou (2)         | KK Monting Zagreb       | 95-63         | 95-63          |
| 1982                                                        | Linz              | Spartak Moscou (3)         | Kralovopolska Brno      | 89-68         | 89-68          |
| 1983                                                        | Mestre            | BSE Budapest               | Spartak Moscou          | 83-81 (a.2p.) | 83-81 (a.2p.)  |
| 1984                                                        | Budapest          | SS Bata Rome               | BSE Budapest            | 69-59         | 69-59          |
| 1985                                                        | Viterbe           | CSKA Moscou (1)            | SISV Bata Viterbe       | 76-64         | 76-64          |
| 1986                                                        | Barcelone         | Dynamo Novossibirsk        | BSE Budapest            | 81-58         | 81-58          |
| 1987                                                        | Wittenheim        | TTT Riga                   | BF Deborah Milan        | 87-80         | 87-80          |
| 1988                                                        | Athènes           | Dynamo Kiev                | BF Deborah Milan        | 100-83        | 100-83         |
| 1989                                                        | Florence          | CSKA Moscou (2)            | BF Deborah Milan        | 92-86         | 92-86          |
| 1990                                                        | -                 | Parme Primizie (1)         | Jedinstvo Aida Tuzla    | 79-54         | 71-77          |
| 1991                                                        | -                 | Gemeaz-Cusin Milan         | Côme Jersey             | 94-76         | 58-69          |
| 1992                                                        | -                 | Vicenza Estel Vicence      | Trogylos Priolo         | 78-67         | 76-69          |
| 1993                                                        | -                 | Lavezzini Basket Parme (2) | TS Olimpia Poznań       | 91-62         | 71-70          |
| 1994                                                        | -                 | Ahena Césène               | Lavezzini Basket Parme  | 78-65         | 66-68          |
| 1995                                                        | -                 | CJM Bourges Basket         | Lavezzini Basket Parme  | 56-47         | 56-53          |
| 1996                                                        | -                 | Tarbes Gespe Bigorre       | Sport Club Alcamo       | 81-*63        | *82-63         |
| Sous la dénomination Coupe Ronchetti                        |                   |                            |                         |               |                |
| 1997                                                        | -                 | CSKA Moscou (3)            | Lavezzini Basket Parme  | 72-54         | 71-59          |
| 1998                                                        | -                 | Gysev Ringa Sopron         | ASPTT Aix-en-Provence   | 70-65         | 72-70          |
| 1999                                                        | -                 | Caja Rural Las Palmas      | A.S. Ramat-Hasharon     | 72-79         | 64-54          |
| 2000                                                        | -                 | Lavezzini Basket Parme (3) | Caja Rural Las Palmas   | 64-60         | 63-56          |
| 2001                                                        | -                 | Famila Schio (1)           | Botaş Spor Club Adana   | 75-73         | 87-70          |
| 2002                                                        | -                 | Famila Schio (2)           | Tarbes Gespe Bigorre    | 73-*69        | *77-74         |

## Bilan

### Titres par pays
| Rang | Pays             | Titres | Finales perdues | Finales disputées |
| ---- | ---------------- | ------ | --------------- | ----------------- |
| 1    | Union soviétique | 12     | 1               | 13                |
| 2    | Italie           | 9      | 11              | 20                |
| 3    | Bulgarie         | 2      | 4               | 6                 |
| 4    | France           | 2      | 2               | 4                 |
| 4    | Hongrie          | 2      | 2               | 4                 |
| 6    | Tchéquie         | 1      | 3               | 4                 |
| 7    | Yougoslavie      | 1      | 2               | 3                 |
| 8    | Espagne          | 1      | 1               | 2                 |
| 9    | Russie           | 1      | 0               | 1                 |

### Titres par club
| Rang | Club           | Pays                      | Titres | Finales perdues | Finales disputées |
| ---- | -------------- | ------------------------- | ------ | --------------- | ----------------- |
| 1    | Léningrad      | Union soviétique          | 4      | 0               | 4                 |
| 2    | Parme          | Italie                    | 3      | 3               | 6                 |
| 3    | Spartak Moscou | Union soviétique          | 3      | 1               | 4                 |
| 4    | CSKA Moscou    | Union soviétique - Russie | 3      | 0               | 3                 |
| 5    | Sofia          | Bulgarie                  | 2      | 1               | 3                 |
| 6    | Schio          | Italie                    | 2      | 0               | 3                 |
| 7    | Milan          | Italie                    | 1      | 3               | 4                 |
| 8    | Zagreb         | Yougoslavie               | 1      | 2               | 3                 |
| 8    | Budapest       | Hongrie                   | 1      | 2               | 3                 |
| 10   | Tarbes         | France                    | 1      | 1               | 2                 |
| 10   | Las Palmas     | Espagne                   | 1      | 1               | 2                 |
| 10   | Prague         | Tchéquie                  | 1      | 1               | 2                 |
| 13   | Sopron         | Hongrie                   | 1      | 0               | 1                 |
| 13   | Bourges        | France                    | 1      | 0               | 1                 |
| 13   | Césène         | Italie                    | 1      | 0               | 1                 |
| 13   | Vicence        | Italie                    | 1      | 0               | 1                 |
| 13   | Kiev           | Union soviétique          | 1      | 0               | 1                 |
| 13   | Riga           | Union soviétique          | 1      | 0               | 1                 |
| 13   | Novossibirsk   | Union soviétique          | 1      | 0               | 1                 |
| 13   | Rome           | Italie                    | 1      | 0               | 1                 |